# LINX

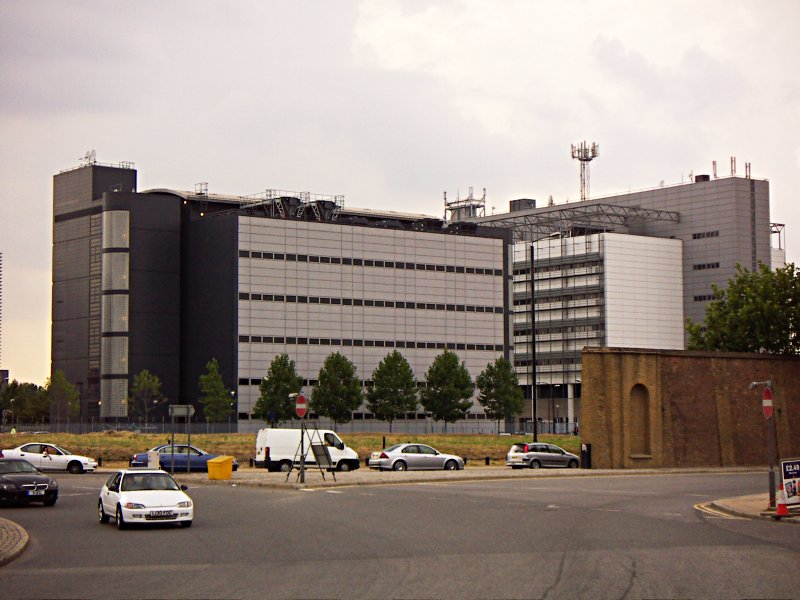
Здание Telehouse Docklands, в котором расположена London Internet Exchange

LINX (London Internet Exchange) — точка обмена интернет-трафиком. Расположена в Лондоне. Точка обрабатывает трафик 714 участников, пиковые показатели трафика — 4,34 Тбит/с, средний - 2,61 Тбит/с за последний месяц на 5 августа 2019 года

## История
В ноябре 1994 года, используя безвозмездно предоставленное оборудование, без каких-либо письменных контрактов, пять британских интернет-провайдеров связали свои сети для обмена данными, дабы избежать высоких затрат за использование трансатлантического коммуникационного кабеля.
Прародителем LINX стало связывание сетей двух интернет-провайдеров (PIPEX и UKnet) через 64-килобитный последовательный канал, чтобы сэкономить затраты и время, затрачиваемое на маршрутизацию данных через Атлантику на американские точки обмена интернет-трафиком.
Когда Demon Internet, UKERNA (британская академическая сеть) и другие интернет-провайдеры проявили интерес к созданию аналогичных последовательных каналов, Кит Митчелл, тогда технический директор PIPEX, инициировал встречу с BT для обсуждения создания в Лондоне точки обмена интернет-трафиком.
PIPEX предоставил основателям LINX коммутатор Cisco Catalyst 1200 с восемью 10-мегабитными портами. Стойка была арендована в практически пустом дата-центре, управлявшемся Telehouse International Corporation of Europe Ltd, на Кориандер-авеню в лондонском Доклендсе.
Передача первых данных через хаб Telehouse была знаменательным событием, которое было достигнуто благодаря техническим специалистам, без обременения юридическими аспектами. Однако, хотя PIPEX продолжал обеспечивать административный и технический надзор, необходимость в регулировании юридических вопросов всё же возникла.
Решением данного вопроса стало создание НКО в 1995 году. Адвокаты подготовили пакеты документов, в совете компании встали 5 человек, а Кит Митчелл был первым председателем.
12 марта 2022 года LINX отключила российских операторов связи «Мегафон» и «Ростелеком» по политическим мотивам.